# Имамат Аусса
Имамат Аусса (амх. የአውሳ ኢማምነት; араб. امامة عوسة‎) — средневековое исламское (сунитское) государство. Располагался на территориях современных Эфиопии, Джибути и Сомалиленда (Сомали). Граничил с Эфиопией, Эмиратом Харар и Княжеством Аден.

## История
Харар, который был столицей в течение 58 лет, с 1519 по 1576 год, был слишком подвержен частым нападениям оромо и в результате потерял свое стратегическое значение. Следовательно, новый имамат решил перенести свою столицу в Ауссу, которая была более защищенной и обеспечивала более безопасное место для управления. Это решение было принято в свете сложных обстоятельств, с которыми столкнулся Имамат, и потребности в столице, способной противостоять внешним угрозам. В результате Аусса стала новым центром власти и сыграла решающую роль в истории и развитии Имамата. После передачи имамом Мухаммедом Гасой резиденции правительства в Ауссу. начиная с месяца Джумад аль-Ахира 1576 года и далее, регион перешел под власть представителя имама Ауссы. Это ознаменовало значительные изменения в политической структуре региона и начало новой эры управления.
В арабском тексте Харара «Тахрих аль-мулук» конца XVI века говорится, что Аусса оккупирована адалитами, носящими титул Хегано, и уже стала питательной средой для тех, кто противостоит правителям султаната Адал, базирующегося в Хараре. Некоторые историки утверждают, что имамат был харари по происхождению.

### Внутренние конфликты
Это государственное устройство было омрачено внутренними конфликтами между Харлой и арабами. В 1647 году правители Харарского эмирата отделились, чтобы сформировать собственное государство. Имамы Дардора (Даруд) Харлы, обосновавшиеся в Ауссе с 13 века, и новые мигранты Харлы, связанные с имамом Гасой, вступили в конфликт. В оазисе сложность ситуации обусловлена наличием трех групп.
Харалла, оседлые люди, которые осушали и обрабатывали Ауссу в XIV веке. Устоявшиеся жители, которых местные жители называли Дардора (Даруд), находились в постоянной разобщенности, а оседлая Авсимара разрывалась между преданностью и сопротивлением. Примерно в 1628—1636 годах Ахмад Явви, вождь Хараллы, реструктурировал земельную систему, проследив границы полей. Это привело к напряженности между имамами и оседлыми местными жителями, включая Хараллу, которые стали землевладельцами, известными как бадда-х абба. Однако этапы, которые привели к расширению Дебне и Веймы на запад и юг от оазиса, а также Модайто на север, остаются не полностью известными. Считается, что этому расширению поддержали Харалла, которые искали внешнюю поддержку в своей борьбе против арабских имамов.
С помощью Модайто Харалла спровоцировали поджог резиденции имама Салмана в Хандаге, которая, как полагают, расположена в Вабли Фанта, у слияния рек Нангальта и Афаль-Геде. Имам умер в 1750 году, и Салман считается последним имамом Гары. Его преемником стал предок фракции Дуруссо Мухаммед «Дус» (около 1750-х—1760-х), который стал первым Хараллой «Султаном» Аусы и в арабских хрониках упоминался как «Раис». По словам Элоизы Мерсье, жители Харара, мигрировавшие в Ауссу, не смогли сохранить свои обычаи и диалект, в отличие от тех, кто задержался в Хараре. В семнадцатом веке привлечение горного населения Харлы и Добы к афарской идентичности привело к возникновению султаната Аусса.

### Крах Имамата
Кабирто Харлы, происходящие из династии Валасма, были свергнуты в 1769 году династией Мудайто из Афара, потомком шейха Кабирто Кабира Хамзы, сохранившим свою историю в рукописях. Энрико Черулли утверждает, что, хотя в Ауссе доминировали афары, древнее семитоязычное мусульманское королевство выжило в форме Харарского эмирата после 1700-х годов.

## Имамы
Первым имамом Аусса являлся Имам Мухамед Джаса «Гаса» Ибрагим (መሀመድ ጃሳ ኢብራሂም). Он правил в 1577—1583 годах.
- 1584—1589 — Имам Мухаммед «Гаса» Ибрагим II (መሀመድ ጃሳ ኢብራሂም 2).
- 1589—1613 — Имам Сабраддин Адан (ሳብራዲን አዳን።).
- 1613—1632 — Имам Садик Сабраддин (ሳዲክ ሰብራዲን).
- 1632—1646 — Малак Адан Садик (ሚላክ አዳነ ሳዲቅ).
- 1646—1647 — Имам Ахмед Абрам (አህመድ አብራም).
- 1647—1672 — Имам Умардин Адан (ኡመርዲን አዳን።).